# Maria Viètrova
Maria Fedòssiïvna Viètrova (en ucraïnès: Марія Федосіївна Вєтрова; 3 de gener de 1870 - 24 de febrer de 1897) va ser una mestra i revolucionària ucraïnesa. Després de treballar com a professora a diferents parts d'Ucraïna i unir-se breument a una companyia de teatre, es va unir a un cercle socialista a Azov i es va convertir en una devota de les obres de Lev Tolstoi. Va continuar els seus estudis a Sant Petersburg, però es va animar a convertir-se en revolucionària després de conèixer el mateix Tolstoi. Va ser arrestada per activitats editorials antitsaristes i va morir per autoimmolació a la fortalesa de Pere i Pau. La seva mort es va convertir en un crit de guerra per l'ascens d'un moviment estudiantil antitsarista, inspirant les dedicatòries de Tolstoi i Màxim Gorki, el darrer dels quals va escriure la breu peça literària "La cançó del petrel tempestuós" com a resultat.

## Biografia
Maria Fedòssiïvna Viètrova va néixer el 3 de gener de 1870, a Solonivka, a la governació de Txernihiv de l'⁣Imperi Rus (actual òblast de Txernihiv, Ucraïna). Filla il·legítima d'una dona cosaca, Oleksandra Viètrova, i d'un notari local, va ser criada com a òrfena per una camperola que ella anomenava la seva "àvia". El 1888, es va graduar a la universitat com a mestra, va passar a ensenyar a una escola rural de Liubech.
El seu sou precari de professora era insuficient per mantenir-se, i es va quedar sola al petit poble rural. L'abril de 1889, es va unir a la companyia d'actuació ucraïnesa de Mykola Sadovskyy. Així va viatjar per Ucraïna, actuant a petits teatres amb vestuari i decorats bàsics. Però quan va anar a fer la seva primera actuació, va tenir por escènica i va abandonar el grup de teatre.
Es va traslladar a Azov per reprendre la feina com a mestra. Allà es va unir al cercle socialista local i es va fer amistat amb Antip Kulakov, un populista de Taganrog. Es va convertir en una lectora entusiasta i es va inspirar especialment en l'article de Lev Tolstoi "Què és la felicitat?". Amb el pas dels anys, es va anar decantant cada cop més a continuar els seus estudis. El 1894, va deixar Azov i es va matricular als cursos de Bestuzhev a la Universitat Imperial de Sant Petersburg. Però ràpidament es va sentir decebuda pels seus professors, les conferències dels quals va trobar intel·lectualment poc estimulants. L'any següent va conèixer el mateix Tolstoi, que la va inspirar a convertir-se en una revolucionària. Després va començar a ensenyar la llengua russa i l'aritmètica a una escola dominical de treballadors, a la planta estatal d'Obukhov.
El 24 de juny de 1897, les autoritats tsaristes van dur a terme detencions massives de persones a Sant Petersburg sospitoses d'estar implicades en una operació d'impressió Naródnik. Viètrova coneixia una sèrie de persones que van ser arrestades. El 2 de gener de 1897, va ser arrestada per posseir propaganda antigovernamental i també sospitada d'estar implicada en l'operació revolucionària d'impressió. Va ser empresonada a la fortalesa de Pere i Pau, on es va autoimmolar el 20 de febrer de 1897 i va morir a causa de les seves cremades el 24 de juny del mateix any. Les autoritats de la presó van intentar encobrir el seu suïcidi, i va ser enterrada en secret al Transfiguration Cemetery.

## Llegat
La notícia de la seva mort es va filtrar el mes següent, provocant protestes estudiantils a Sant Petersburg, Moscou i Kíev. El 4 de març de 1897, cinc mil persones es van reunir a la catedral de Kazan de Sant Petersburg per presentar els seus respectes a Viètrova, però el servei commemoratiu va ser prohibit i 850 manifestants van ser arrestats. Entre els assistents hi havia Nikolay Beketov, Nikolai Kareev, ru, Sergey Platonov i Nestor Kotlyarevsky. Stanislav Strumilin va recordar el dia com el seu "baptisme de foc" i l'inici d'un període d'activisme públic sostingut contra l'autocràcia tsarista. La catedral de Kazan es va convertir en un punt focal per a més demostracions estudiantils, amb les reflexions de Maxim Gorki sobre una manifestació el 1901 esdevenint l'himne revolucionari "La cançó del petrel tempestuós⁣".
Viètrova va ser declarada màrtir revolucionària per Mykola Voronyi i Borys Hrinchenko, mentre que les organitzacions revolucionàries clandestines van emetre proclames en el seu nom. El mateix Lev Tolstoi també va retre homenatge a la seva memòria.